# Пам'ятник Шурі Коберу та Віті Хоменку
Пам'ятник Шурі Коберу та Віті Хоменку — пам'ятник піонерам-героям О. П. Коберу та В. К. Хоменку, учасникам антифашистського підпілля «Миколаївський центр» у Миколаєві в роки Німецько-радянської війни.
Монумент було встановлено на вулиці Адмірала Макарова у сквері Юних героїв міста 5 листопада 1959 року. Він був споруджений на кошти, які були отримані за зібраний школярами Української РСР металобрухт. Автори пам'ятника — скульптори О. В. Князик та Т. Г. Судьїна, архітектор Ю. Б. Тягно (син кінорежисера Б. Ф. Тягно).
На постаменті, облицьованому гранітними плитами, стоять дві бронзові постаті хлопчиків. Люди зображені такими, що йдуть до лінії фронту. На лицьовій стороні постаменту висічено напис: «Піонерам-героям юним розвідникам Шурі Коберу та Віті Хоменку, які загинули у боротьбі з фашистськими загарбниками 5 грудня 1942 року. Від піонерів України».
Меморіальний пам'ятник піонерам виконано також на цвинтарі міста Миколаєва, де поховані герої біля центрального входу праворуч.
До розпаду СРСР біля пам'ятника проводилися різноманітні урочисті заходи, у тому числі прийом до піонерів.